# Ritmes (Delaunay)
Ritmes (en francès: Rythmes) és un oli sobre llenç de Robert Delaunay, realitzat l'any 1934.

## Descripció
L'obra es tracta d'una pintura a l'oli sobre llenç amb unes dimensions de 1450 × 1130 centímetres. Forma part de la col·lecció del Centre Georges Pompidou, de Paris.

## Anàlisi
Aquesta pintura mostra unes formes circulars que marquen el retorn de Delaunay a l'orfisme.

## Europeana 280
A l'abril de 2016, la pintura Ritmes va ser seleccionada com una de les deu més grans obres artístiques de França pel projecte Europeana.